# Сигиберт I
Сигиберт I (на латински: Sigibert; Sigebert; * ок. 535; † ноември/декември 575, Vitry-en-Artois) е крал на франките от династията Меровинги. Управлява от 561 до 575 Кралство Австразия.

## Живот
Той е петият и най-малък син на крал Хлотар I и кралица Ингунда. Брат е на Гунтар († пр. 561), Хилдерих († пр. 561), Хариберт I, Хлотсинд, която ок. 560 г. се омъжва за лангобардския крал Албоин. Половин брат е на Хилперих I от брака на баща му със сестрата на Ингунда Арнегунда.
Когато баща му умира през 561 г. неговите двама по-големи братя са умрели. Останалите живи негови братя са Хариберт I и Гунтрам. Франкското кралство се разделя между четиримата живи синове на Хлотар I: Сигиберт I, Хариберт I, Хилперих I и Гунтрам, които управляват самостоятелно владение.
През 566 г. Сигиберт I се жени за Брунхилда (* 543; † 613), дъщеря на вестготския крал Атанагилд и Госвинта. Тя е сестра на по-късно убитата Галсвинта (* 550; † 567). Двамата имат три деца: Хилдеберт II, Хлодосвинта († сл. 589) и Ингунда, която се омъжва за Херменегилд, големият син на Леовигилд (крал на вестготите 569 – 586).
Сигиберт I e убит през ноември/декември 575 във Vitry-en-Artois с отровени стрели.